# Gouvernement Christodoulídis
République de Chypre
Anastasiádis II 
Le gouvernement Christodoulídis (en grec : Κυβέρνηση Νίκου Χριστοδουλίδη) est le quatorzième gouvernement de la république de Chypre, depuis le 1er mars 2023.
Dirigé par le président de la République Níkos Christodoulídis, le gouvernement est formé après sa victoire à l'élection présidentielle de 2023. Il repose sur une coalition entre le Parti démocrate, le Mouvement pour la démocratie sociale et le Front démocratique.
Il succède au second gouvernement de Níkos Anastasiádis.

## Historique du mandat

### Formation
Lors de l'élection présidentielle des 5 et 12 février 2023, l'ancien ministre des Affaires étrangères Níkos Christodoulídis est élu président de la République. Indépendant, soutenu par plusieurs partis centristes et exclu du Rassemblement démocrate (DISY) en raison de sa candidature dissidente, il l'emporte au second tour avec environ 52 % des voix face à un diplomate, lui aussi sans étiquette mais soutenu par le Parti progressiste des travailleurs (AKEL).
Le DISY confirmant à la suite du scrutin qu'il se situera dans l'opposition, bien que nombre de ses électeurs aient voté en faveur de Níkos Christodoulídis, le futur chef de l'État ne disposera pas d'une majorité soutenant son action à la Chambre des représentants. Il comptera uniquement sur les soutiens des représentants du Parti démocrate (DIKO), du Mouvement pour la démocratie sociale (EDK) et du Front démocratique (DIPA).
Le 27 février, deux jours avant de prêter serment devant la Chambre des représentants, Níkos Christodoulídis révèle la liste des membres de son gouvernement et de ses principaux collaborateurs à la présidence. Il forme une équipe réunissant des personnalités politiques, des diplomates, des universitaires, des technocrates et d'anciens ministres. Il choisit ainsi l'ancien ministre du Travail de Tássos Papadópoulos, Mákis Keravnós, comme ministre des Finances ainsi que l'ancien ministre de la Santé en poste pendant la pandémie de Covid-19 Konstantínos Ioánnou pour les fonctions de ministre de l'Intérieur. Le chanteur Michális Chatzigiánnis est nommé secrétaire d'État à la Culture,.
Le chef de l'État puis les ministres sont assermentés le 1er mars suivant.

### Évolution
Le président de la République annonce le 8 janvier 2024 qu'il procède à un remaniement ministériel affectant les ministres de la Défense, de l'Agriculture, de la Justice et de la Santé. Ce changement était attendu en raison de l'interview donnée par le chef de l'État huit jours plus tôt, évoquant sa volonté d'organiser un remaniement, ainsi que de controverses ayant concerné les ministères de l'Agriculture, de la Santé et de la Justice. Homme politique chevronné, Vasílis Pálmas est nommé ministre de la Défense, les avocats Mários Chartsiótis et Michális Damianós deviennent ministre de la Justice et ministre de la Santé, et la commissaire à l'Environnement Maria Panayiotou est promue ministre de l'Agriculture. Tous les quatre sont assermentés et entrent en fonction le 10 juin,.

## Composition

### Initiale (1ermars2023)
| Poste                                                                   | Titulaire | Titulaire                | Parti |
| ----------------------------------------------------------------------- | --------- | ------------------------ | ----- |
| Président de la République                                              |           | Níkos Christodoulídis    | Sans  |
| Ministre des Affaires étrangères                                        |           | Konstantínos Kómbos      | Sans  |
| Ministre des Finances                                                   |           | Mákis Keravnós           | DIKO  |
| Ministre de l'Intérieur                                                 |           | Konstantínos Ioánnou     | DISY  |
| Ministre de la Défense                                                  |           | Michális Giorgállas      | AL    |
| Ministre de l'Éducation, des Sports et de la Jeunesse                   |           | Athiná Michailídou       | Sans  |
| Ministre des Transports, des Communications et des Travaux publics      |           | Aléxis Vafiádis          | DISY  |
| Ministre de l'Énergie, du Commerce et de l'Industrie                    |           | Giórgos Papanastasíou    | Sans  |
| Ministre de l'Agriculture, du Développement rural et de l'Environnement |           | Pétros Xenophóntos       | Sans  |
| Ministre du Travail et de la Sécurité sociale                           |           | Giánnis Panagiótou       | DIKO  |
| Ministre de la Justice et de l'Ordre public                             |           | Ánna Koukídi-Prokopíou   | DIKO  |
| Ministre de la Santé                                                    |           | Pópi Kanári              | Sans  |
|                                                                         |           |                          |       |
| Secrétaire d'État auprès du président de la République                  |           | Iríni Pikí               | Sans  |
| Secrétaire d'État à la Marine marchande                                 |           | Marína Chatzimanóli      | DISY  |
| Secrétaire d'État au Tourisme                                           |           | Kóstas Koumís            | DISY  |
| Secrétaire d'État à la Recherche, à l'Innovation et au Numérique        |           | Phílippos Chatzizacharía | Sans  |
| Secrétaire d'État à la Sécurité sociale                                 |           | Mariléna Evangélou       | Sans  |
| Secrétaire d'État à la Culture                                          |           | Michális Chatzigiánnis   | DISY  |
| Porte-parole du gouvernement                                            |           | Konstantínos Letympiótis | DISY  |

### Remaniement du 10 janvier 2024
| Poste                                                                   | Titulaire | Titulaire                | Parti |
| ----------------------------------------------------------------------- | --------- | ------------------------ | ----- |
| Président de la République                                              |           | Níkos Christodoulídis    | Sans  |
| Ministre des Affaires étrangères                                        |           | Konstantínos Kómbos      | Sans  |
| Ministre des Finances                                                   |           | Mákis Keravnós           | DIKO  |
| Ministre de l'Intérieur                                                 |           | Konstantínos Ioánnou     | DISY  |
| Ministre de la Défense                                                  |           | Vasílis Pálmas           | DIKO  |
| Ministre de l'Éducation, des Sports et de la Jeunesse                   |           | Athiná Michailídou       | Sans  |
| Ministre des Transports, des Communications et des Travaux publics      |           | Aléxis Vafiádis          | DISY  |
| Ministre de l'Énergie, du Commerce et de l'Industrie                    |           | Giórgos Papanastasíou    | Sans  |
| Ministre de l'Agriculture, du Développement rural et de l'Environnement |           | Maria Panayiotou         | EDEK  |
| Ministre du Travail et de la Sécurité sociale                           |           | Giánnis Panagiótou       | DIKO  |
| Ministre de la Justice et de l'Ordre public                             |           | Mários Chartsiótis       | Sans  |
| Ministre de la Santé                                                    |           | Michális Damianós        | DIKO  |
|                                                                         |           |                          |       |
| Secrétaire d'État auprès du président de la République                  |           | Iríni Pikí               | Sans  |
| Secrétaire d'État à la Marine marchande                                 |           | Marína Chatzimanóli      | DISY  |
| Secrétaire d'État au Tourisme                                           |           | Kóstas Koumís            | DISY  |
| Secrétaire d'État à la Recherche, à l'Innovation et au Numérique        |           | Phílippos Chatzizacharía | Sans  |
| Secrétaire d'État à la Sécurité sociale                                 |           | Mariléna Evangélou       | Sans  |
| Secrétaire d'État à la Culture                                          |           | Vasiliki Kassianidou     | Sans  |
| Porte-parole du gouvernement                                            |           | Konstantínos Letympiótis | DISY  |